# Rathaus Hemelingen
Das Rathaus Hemelingen in Bremen-Hemelingen, Rathausplatz Nr. 1, diente bis 2008 als Rathaus und Ortsamt.
Das Gebäude steht seit 2007 unter Denkmalschutz.

## Geschichte

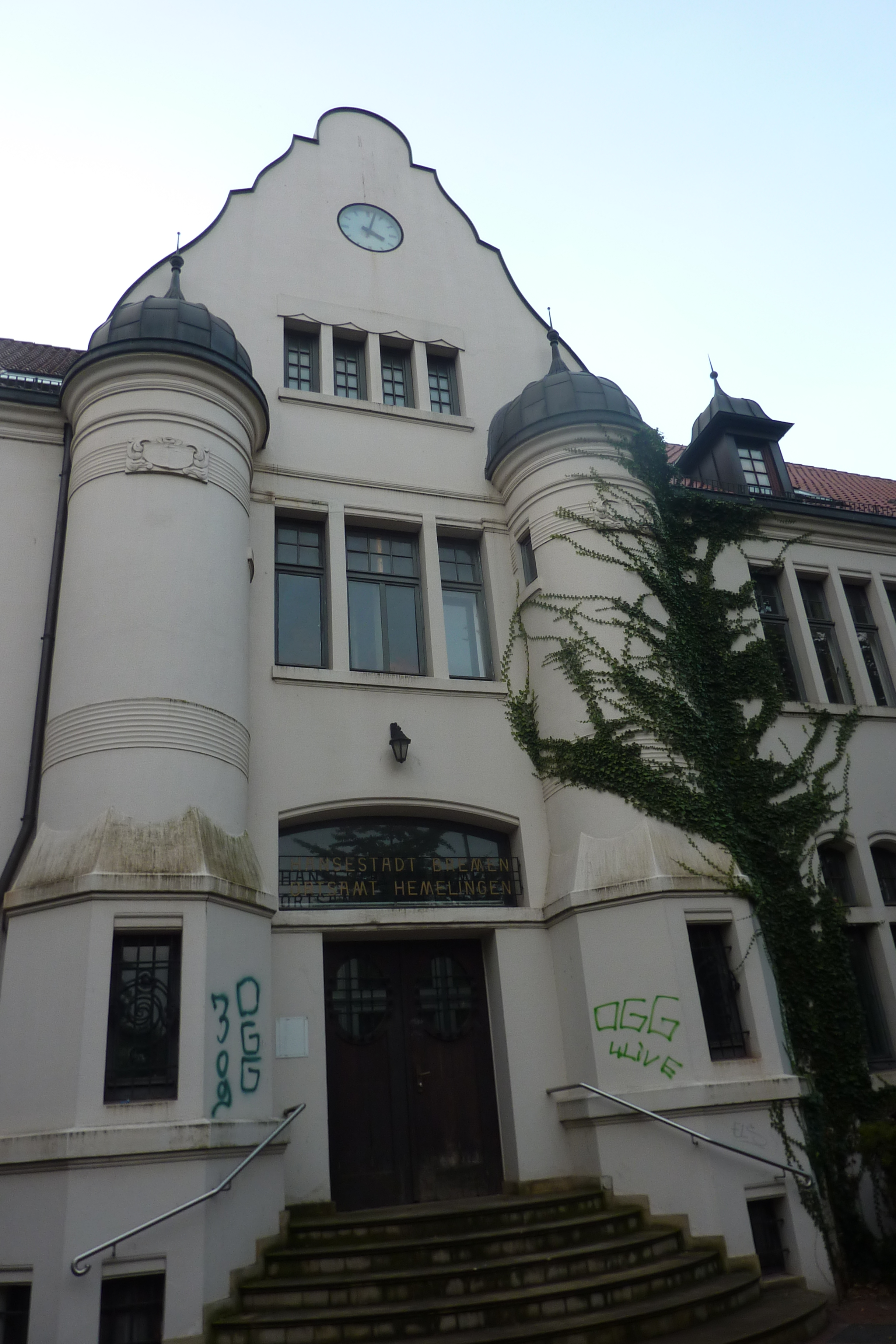
Haupteingang, 2013

Durch den Bau einer Bahnlinie und den Beitritt des Königreichs Hannover zum Deutschen Zollverein von 1854 setzte in Hemelingen die Industrialisierung ein; dies war verbunden mit einer Zunahme der Hemelinger Einwohnerzahl. Der verspätete Zollvereins-Beitritt Bremens 1888 begünstigte zudem diese Entwicklung zu einem wichtigen Industrievorort.
1902 wurde ein Marktplatz angelegt. Hemelingen hatte erstmals seit 1904 mit Alfred Christern einen hauptamtlichen Gemeindevorstand. Der Neubau eines Gemeindehauses war wegen der gestiegenen administrativen Aufgaben erforderlich. Dieses Gemeindehaus wurde bis 1906 am Rand einer großen freien Fläche errichtet, die bis 1935 für Jahrmärkte, Feste und Sportveranstaltungen diente.
Mit der Eingemeindung von Hemelingen nach Bremen 1939 endete die Funktion des Rathauses als Sitz der selbstständigen Gemeindeverwaltung. Von 1946 bis 2008 war es Sitz des Ortsamts und diente auch für die Sitzungen des Beirats, in den 1970er Jahren gab es im Gebäude auch eine öffentliche Jugendbibliothek. 2008 wurde das Ortsamt zur Godehardstraße 19 verlegt. 2011 wurde das Gebäude an zwei Bremer Investoren verkauft. Seit 2013 nutzen soziale Einrichtungen, Beratungsstellen und ein Restaurant das Haus.

## Architektur
Das Rathaus entstand auf einem 7.294 Quadratmeter großen Grundstück nach Plänen des Architekten und Baubeamten Wilhelm Mackensen (1869–1955), der bei der Provinzialregierung in Hannover tätig war. Das repräsentative, gut proportionierte zweigeschossige Gebäude war trotz seines seitlichen Portal-Risalits relativ sachlich gehalten. Der wuchtige Risalit betont das verputzte Bauwerk. Der Schweifgiebel wurde im Stil der Renaissance gestaltet. Das Schopfwalmdach ist mit Dachpfannen gedeckt. Stark zurückgenommene Elemente der Deutschen Renaissance finden sich nur zum Teil an der historistischen Architektur, die insgesamt eher der Reformarchitektur nahe steht.
Eine geräumige Eingangshalle im Erdgeschoss verband die Büros, den Sitzungssaal der Gemeindevertretung und die Räume des Standesamts. Im Obergeschoss befand sich früher die große Wohnung des Gemeindevorstehers. 1926 (nach anderen Quellen 1924/1925) wurde nach einer Erweiterung des Gebäudes hier auch ein erhaltener, großer Sitzungssaal eingebaut.